# 안드로니코스 1세
안드로니코스 1세 콤니노스(그리스어: Ανδρόνικος Α’ Κομνηνός, 1118년~1185년 9월 12일)는 동로마 황제 (재위기간: 1183-1185)였다. 콤니노스 왕조의 마지막 로마 황제였다.

## 어린 시절
안드로니코스는 세바스토크라트 이사키오스의 아들로 황제 마누일 1세 콤니노스의 친척이었다. 젊은 시절에는 여러 여자와의 추문으로 동로마 제국의 유명인사가 되었다. 그는 특히 마누엘의 조카인 에우도키아 콤네나 공주를 건드렸고 아나톨리아의 킬리키아로 군대를 지휘하라고 보내졌을 때는 예루살렘 왕국의 보두앵 3세의 동생이자 마누엘 황제의 황후 마리아의 동생인 필리파와 염문으로 마누엘과 보두앵의 미움을 샀다. 처제를 건드린 사촌의 행위로 화가 난 마누엘은 그를 소환하려 했는데 안드로니코스는 예루살렘의 새로운 왕 아모리에게로 가서 몸을 의탁했다.
그러나 그곳에서 그는 또 다른 여자를 건드렸다. 보두앵 3세의 미망인이자 자신의 친척뻘인 21살의 테오도라 콤네나를 만나 사랑에 빠졌고 아모리 왕이 마련해준 베이루트의 영지에서 살다가 마누엘의 분노를 피하기 위해 다마스쿠스의 이슬람 술탄 누르 앗딘에게 의탁했고 아나톨리아의 제국변경에서 살았다. 그러나 테오도라와 두 아들이 트라페주스 총독에게 붙잡혀 콘스탄티노폴리스로 송환되는 일이 일어나자 안드로니코스는 수도로 들어가 황제 마누엘에게 용서를 구했다. 마누엘은 안드로니코스의 잘못을 용서하고 흑해 연안의 작은 성을 주어 살게 했다.

## 통치 기간

### 제위에 오르다
1180년 마누엘 황제가 죽고 10살짜리 아들 알렉시오스 2세 콤니노스가 즉위하고 황후 마리아가 섭정을 시작했는데 백성들의 불만이 점점 커졌다. 젊은 시절의 치정에 얽힌 유명세를 타고 있던 안드로니코스는 이를 기회로 군사를 일으켜 1182년 8월 수도로 진격했다. 그의 반란을 막으려는 군대도 없었고 서방 황후에 대한 불만이 많았던 백성들이 지지해준 덕분에 안드로니코스는 쉽게 정권을 탈취했고 이듬해 9월 소년 황제 알렉시우스와 함께 공동 황제에 올랐다. 불과 두 달 후 안드로니코스는 소년 황제마저 살해하고 소년 황제의 황후 12살의 아녜스를 자신의 황후로 맞이한 다음 단독 황제에 즉위했다.
안드로니코스는 무자비한 공포정치를 단행하고 각종 폐단을 일소하고 군사 귀족을 탄압하였다. 공포정치로 인해 그의 인기는 물거품처럼 사라졌고 또 다시 소요와 반란이 잇따랐는데 안드로니코스는 더욱 심한 고문과 학살을 자행했다. 헝가리 왕 벨러 3세는 세르비아의 스테판 네마냐와 동맹을 맺고 제국을 침략하여 베오그라드, 니시, 사르디카 등을 유린했다. 소아시아에서는 토지귀족들이 반란을 일으켰고 마누엘 황제의 종조카 이사키우스 콤네노스는 키프로스에서 독립을 선언하기에 이르렀다.

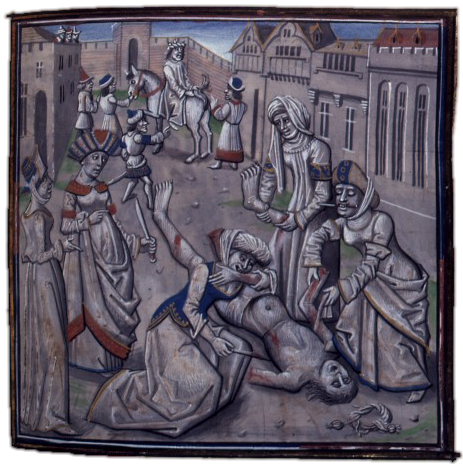
안드로니코스의 죽음

### 시칠리아의 침공
시칠리아 왕 선한 왕 굴리엘모는 대함대를 이끌고 제국을 침공했다. 1185년 6월 시칠리아군은 두라초를 함락시켰고 거침없이 제국의 영토를 침범하여 8월에는 테살로니키에까지 이르렀다. 당시 비잔티움의 제2의 번성한 도시였던 테살로니키는 시칠리아군에 함락당했고 무자비하게 약탈당하여 약 7,000명의 그리스인이 죽었다. 안드로니코스는 5번에 걸쳐 소규모 군대를 파병하여 테살로니키를 구하려 했으나 모두 패하고 말았다.

### 잔인한 황제의 죽음
제국이 침략군에게 유린당하고 있는 사이 안드로니코스는 콘스탄티노폴리스의 방위를 강화하고 함선 100척을 동원하여 마르마라 해를 방위하게 했다. 그러나 안드로니코스는 점점 포악하고 잔인한 학살과 고문을 자행했다. 1185년 9월 11일 황제의 미움을 받은 귀족 이사키오스 앙겔로스는 안드로니코스가 수도를 비운 사이 콘스탄티노폴리스에서 반란을 일으켰는데 시민들에 의해 황제로 추대받았다. 이미 민심을 잃은 안드로니코스는 황급히 도망쳤으나 결국 붙잡혀 오른팔이 잘린 채 투옥되었다가 다시 한쪽 눈이 뽑혔다. 그는 성난 군중들에게 끌려 나와 비참한 최후를 맞이했다.

## 같이 보기
- 안드레이 돌고루키